# Richard Dadd
Richard Dadd (Chatham, 1º agosto 1817 – Crowthorne, 7 gennaio 1886) è stato un pittore britannico.
Appartenente al periodo vittoriano, è noto per la rappresentazione di fate e di altri soggetti soprannaturali, scene orientali ed enigmatiche scene di genere, rese con dettagli ossessivamente minuscoli.
La maggior parte dei lavori per cui è noto furono creati mentre era recluso in un ospedale psichiatrico.

## Biografia
Dadd nacque a Chatham, Medway nella regione del Kent, figlio di un farmacista. Il suo talento per il disegno si evidenziò fin dalla giovane età, e fu quindi ammesso alla Royal Academy of Arts di Londra a vent'anni. Assieme a William Powell Frith, Augustus Egg, Henry O'Neil ed altri, fondò il gruppo The Clique di cui era considerato la personalità trainante.

Cominciò presto ad esporre le sue creazioni: a questo periodo risalgono Titania assopita e Puck che testimoniano la sua passione per Shakespeare e in particolare per il Sogno di una notte di mezza estate.
Nel luglio del 1842, Sir Thomas Phillips, avvocato e ex-sindaco di Newport, scelse Dadd come disegnatore per accompagnarlo in una spedizione attraverso l'Europa in Grecia, Turchia e Palestina con destinazione finale l'Egitto. Nel novembre di quell'anno trascorsero due estenuanti settimane in Palestina, passando da Gerusalemme fino in Giordania attraverso il deserto di Engadi. Verso la fine di dicembre, durante il percorso in barca alla risalita del Nilo, Dadd patì un tragico cambiamento di personalità e cadde in stato di allucinazione pensando di essere sotto l'influenza del dio egizio Osiride al quale aveva in precedenza eretto come santuario la sua camera d'affitto a Londra, mostrandosi sempre più irascibile e violento. La sua condizione fece pensare inizialmente a un'insolazione.
Al suo ritorno nella primavera del 1843, gli fu diagnosticata l'infermità di mente e la famiglia lo condusse nel villaggio di Cobham nel Kent per ristabilirsi. Nell'agosto dello stesso anno, durante una pacifica passeggiata in campagna, Dadd assassinò il padre Robert con un coltello nella convinzione che fosse un principe delle tenebre sotto travestimento e nemico della sua divinità, Osiride. Scappò quindi in Francia e, sulla via per Parigi, cercò di uccidere un altro viaggiatore con un rasoio, ma fu sopraffatto e arrestato dalla polizia. Dadd confessò l'omicidio del padre e, rimpatriato, fu consegnato all'ospedale psichiatrico criminale di Bethlem, popolarmente noto come Bedlam.
Dadd argomentava che il compito di difendere Osiride gli era stato suggerito dalla Sfinge che gli aveva sussurrato alcune sillabe misteriose. Di cosa soffrisse esattamente non si seppe, ma fu generalmente considerata una forma di schizofrenia o, in alternativa, si è supposto che fosse il disturbo che oggi chiamiamo bipolare o psicosi maniaco-depressiva. Due dei suoi fratelli si ammalarono in modo simile e una sorella viveva assistita da un inserviente personale.
Dopo aver trascorso vent'anni a Bethlem, nel luglio del 1864, Dadd fu trasferito, forse per motivi di sovraffollamento, al frenocomio di Broadmoor situato fuori Londra. Qui rimase, sempre dipingendo e ricevendo poche visite, fino al 7 gennaio 1886 quando morì di malattia polmonare.

## Opere
In manicomio gli fu permesso di continuare a dipingere e qui creò molti dei suoi capolavori, compreso il quadro più famoso: Il colpo da maestro dello spiritello o Il colpo da maestro del taglialegna fatato (The Fairy Feller Master-Stroke) dipinto ad olio su una tela di 54 cm x 39,5 cm a cui lavorò per nove anni tra il 1855 e il 1864 e oggi esposto alla Tate Gallery. Del periodo degli anni cinquanta sono anche i trentatré acquerelli intitolati Schizzi per l'illustrazione delle passioni (Sketches to Illustrate the Passions) che comprendono Angoscia o dolore (Grief or Sorrow), Amore (Love) e Gelosia (Jealousy) ma anche Pazzia delirante di tormento (Agony-Raving Madness) e Omicidio (Murder). Come molti dei suoi quadri, sono eseguiti in miniatura e i personaggi che raffigurano hanno, come caratteristica, gli occhi sgranati e insolitamente fissi. Fatine, folletti, gnomi, elfi, il mondo di Dadd è fatto di piccole creature, inserendosi di diritto nella corrente denominata Pittura di fate all'interno della storia della pittura vittoriana.
Nel suo ricovero dipinse anche paesaggi e marine, come gli acquerelli Il porto di Stragglin del 1861 dall'atmosfera eterea e impalpabile e La sosta dell'artista nel deserto, quest'ultimo riferito al viaggio in Medio Oriente con un autoritratto sulla destra, ritrovato nel 1987, presentato alla BBC da Peter Nahum durante un popolare programma di antiquariato e poi venduto al British Museum per 100.000 sterline. Il ricorso alla miniatura nel dettaglio maschera la vera fonte d'ispirazione: Dadd non dipingeva dal vero ma basandosi esclusivamente sulla memoria e sull'immaginazione o, occasionalmente, sui quaderni di viaggio.

## Influenze su altri artisti
- Freddie Mercury dei Queen scrisse The Fairy Feller's Master Stroke ispirandosi all'omonimo quadro di Dadd.
- Angela Carter scrisse Come unto these Yellow Sands ispirandosi alla vita e alle opere di Richard Dadd.
- Il compositore britannico Oliver Knussen si ispirò a The Fairy Feller's Master-Stroke per le sue musiche dal titolo Flourish with Fireworks del 1988 in quanto la sua composizione deve molto ai minuscoli, raffinati ed eccentrici dettagli del dipinto e ha una simile ricercata correlazione tra l'ordine del piccolo e del grande.
- The Wee Free Men, un romanzo di Terry Pratchett pubblicato nel 2003, ha una parte centrale ispirata da The Fairy Feller's Master-Stroke.
- Il quadro ha anche un suo ruolo nella trama della parodia Le streghe di Chiswick di Robert Rankin.
- Neil Gaiman (tra l'altro amico di Pratchett) include un riferimento a Dadd in Sandman.
- Il dipinto "Crazy Jane" ha ispirato (insieme ad altre influenze) il nome dell'omonimo personaggio di Grant Morrison.
- Elizabeth McGregor, nel romanzo La ragazza nello specchio verde, intreccia le vite dei suoi protagonista alla vita di Dadd. La prefazione dice: